# Tontelange
Tontelange ( Luxemburgs: Tontel, Waals: Tontlindje, Duits: Tontelingen ) is een dorp in de Belgische provincie Luxemburg en een deelgemeente van Attert in het arrondissement Aarlen.

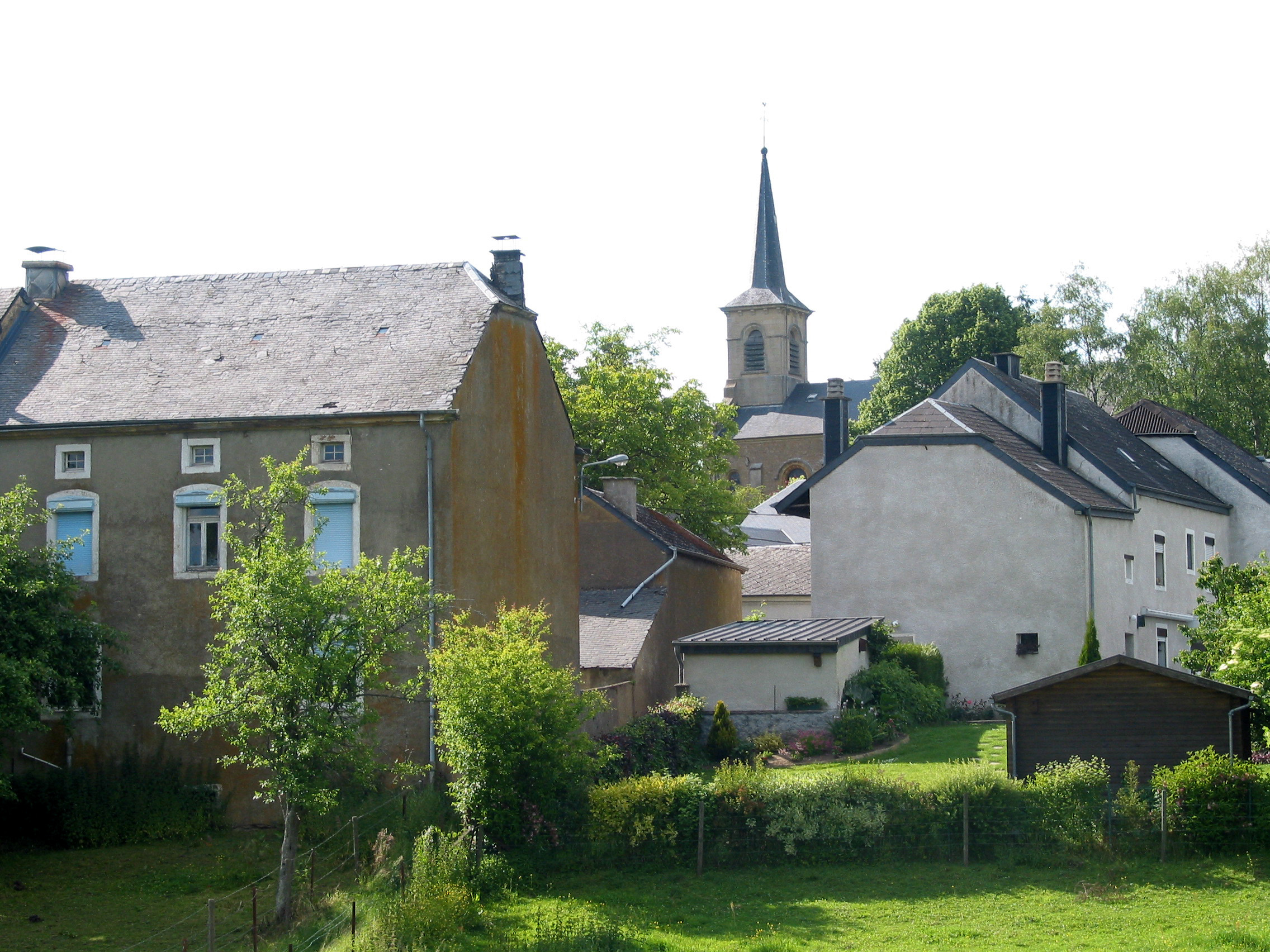
De omgeving van de kerk van Tontelange

## Geschiedenis
Tontelange behoorde vroeger tot de gemeente Attert. In 1865 werd Tontelange als een zelfstandige gemeente afgesplitst van Attert. Ook het gehucht Metzert, dat werd afgesplitst van de gemeente Heinsch, werd in de nieuwe gemeente Tontelange ondergebracht.
Bij de gemeentelijke herindeling van 1977 werd Tontelange een deelgemeente van Attert.

## Demografische ontwikkeling
- Bronnen:NIS, Opm:1831 tot en met 1970=volkstellingen, 1976= inwoneraantal op 31 december

## Toponymie
Tontelange een opzegging in " ange ", die verwijst naar de Duitse " ingen ", wat betekent " mensen ",
Tontelingen betekent dus " De mensen van Tontel "

Réf: Guide de rédaction

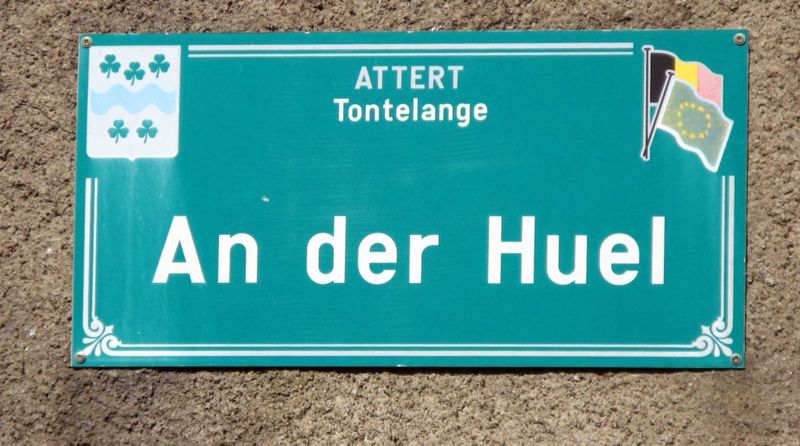
Een straatnaambord in het Luxemburgs
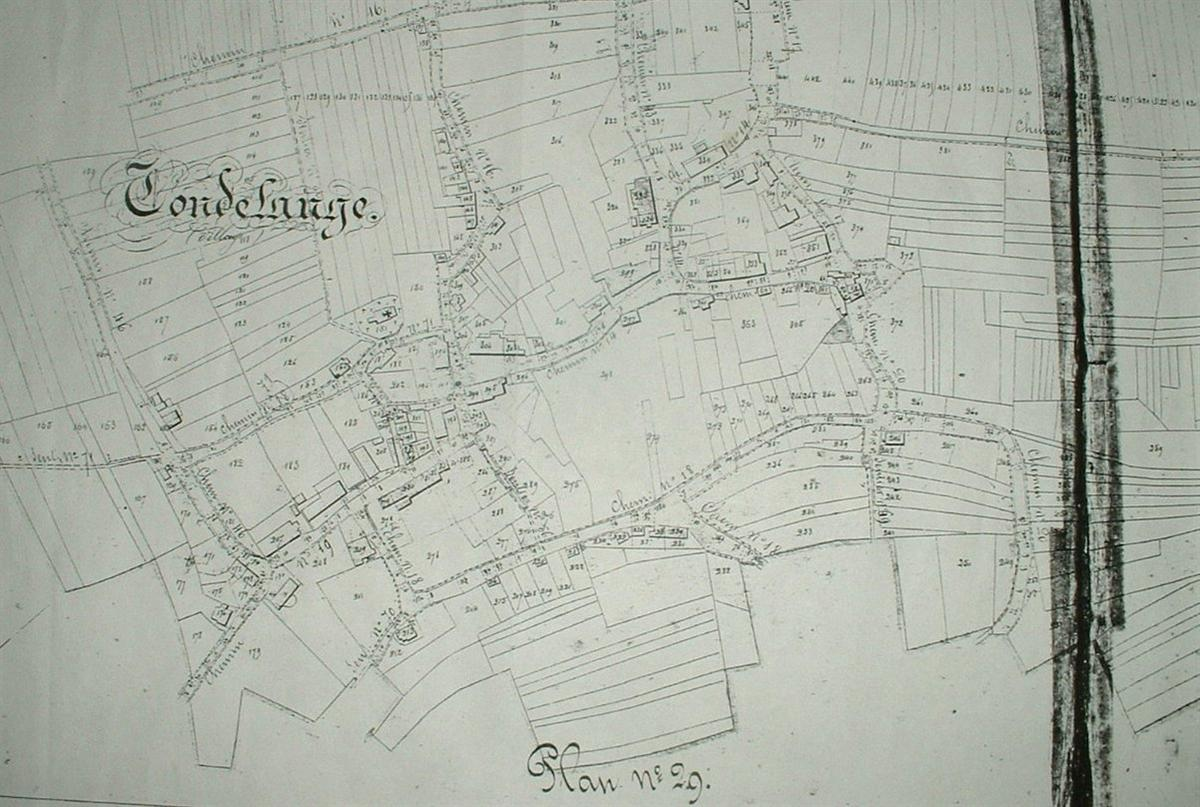
Kaart van het dorp in 1876
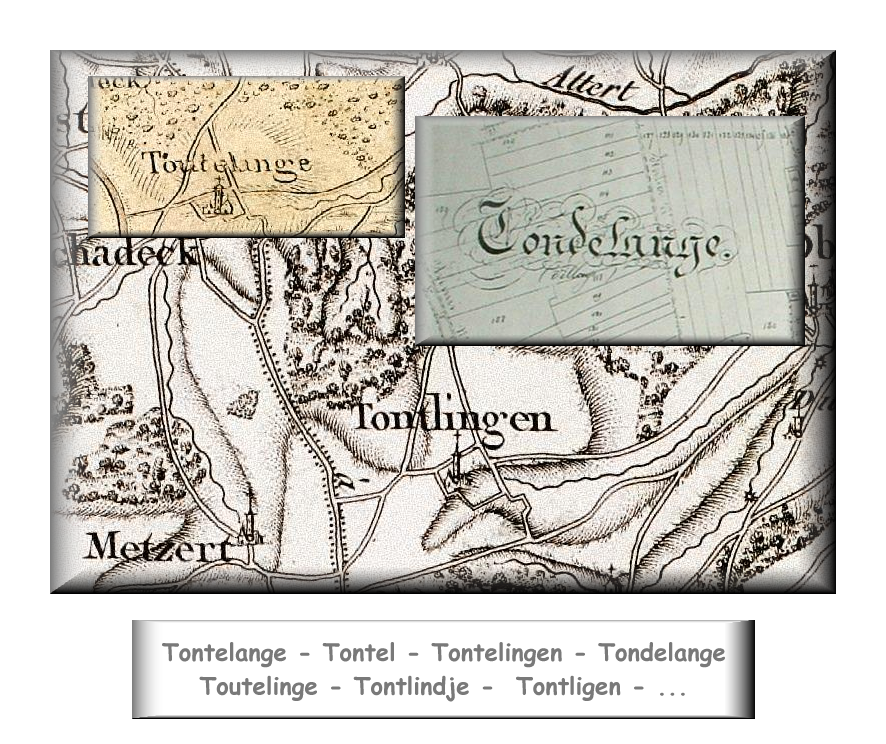
Verschillende schrijfwijzen van de naam Tontelange

## Bezienswaardigheden
- De Église Saint-Hubert
- Monument voor de helden die werden neergeschoten door de Gestapo op 1 september 1944

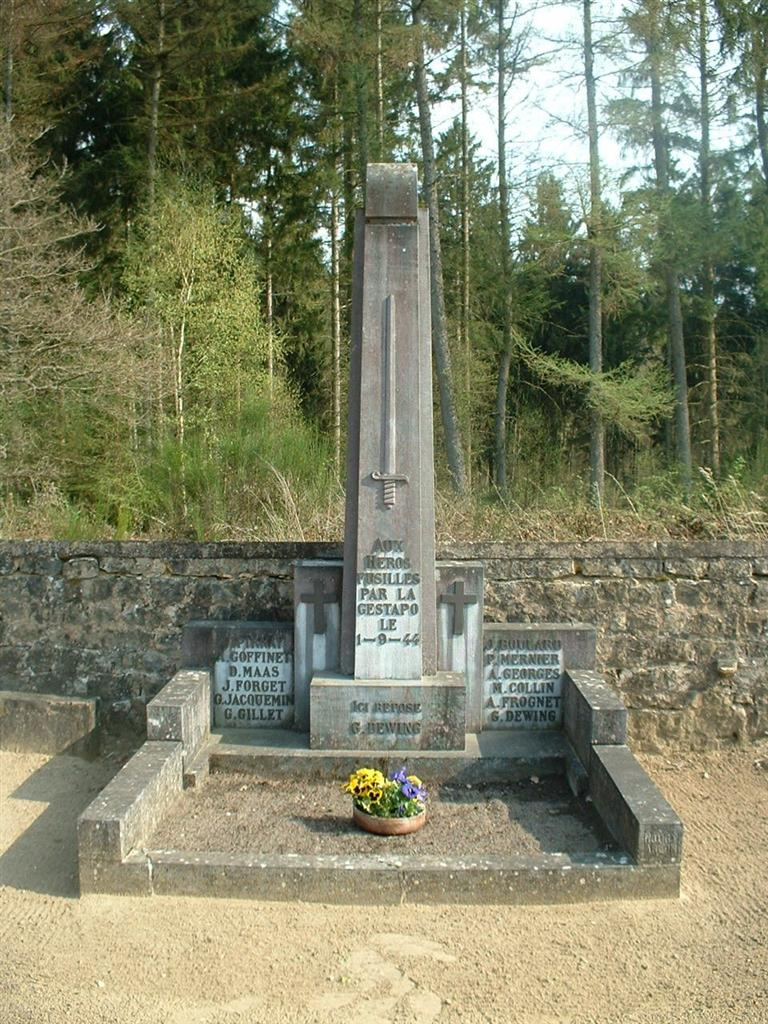
Monument voor de helden die werden neergeschoten door de Gestapo op 1 september 1944
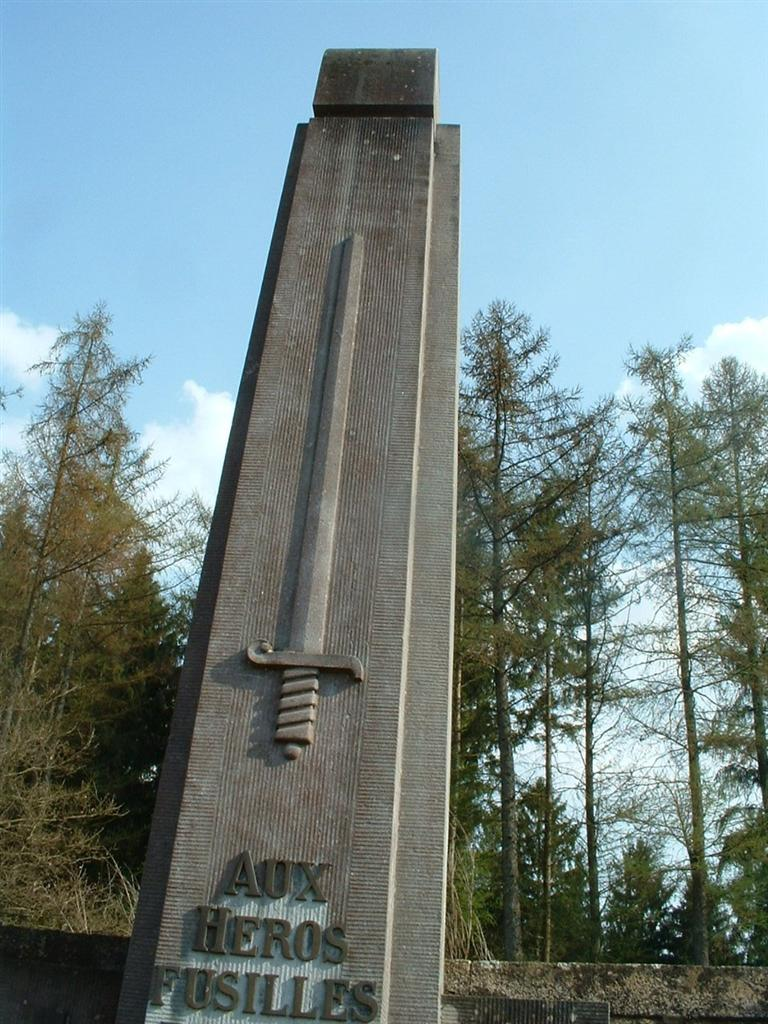
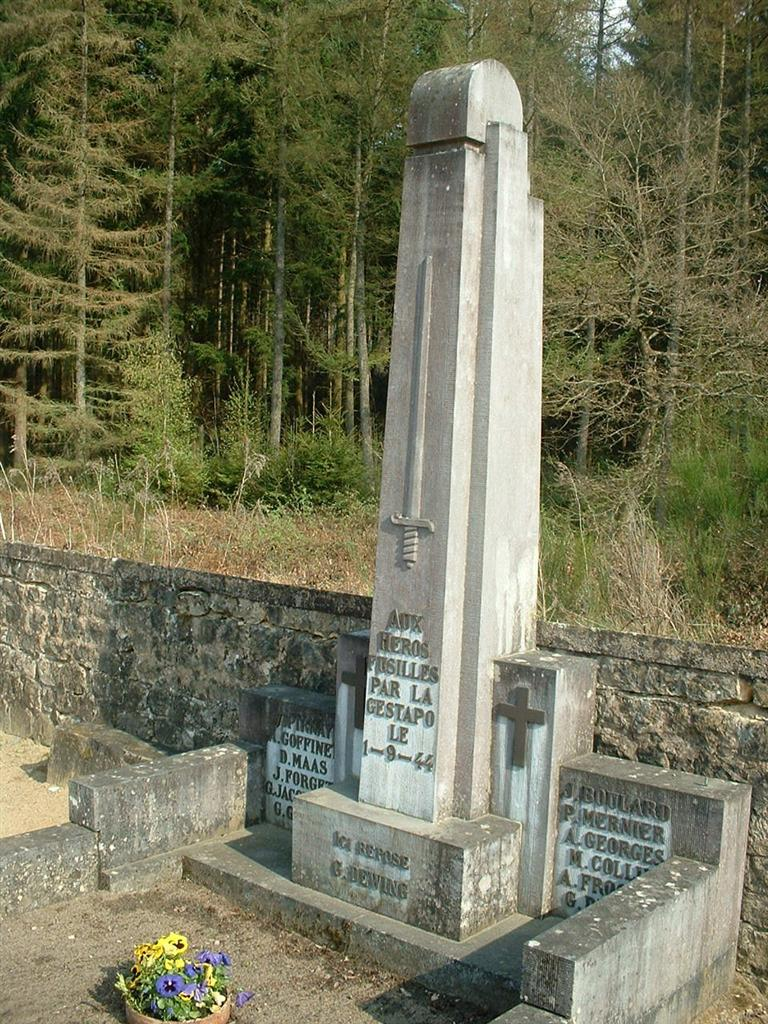
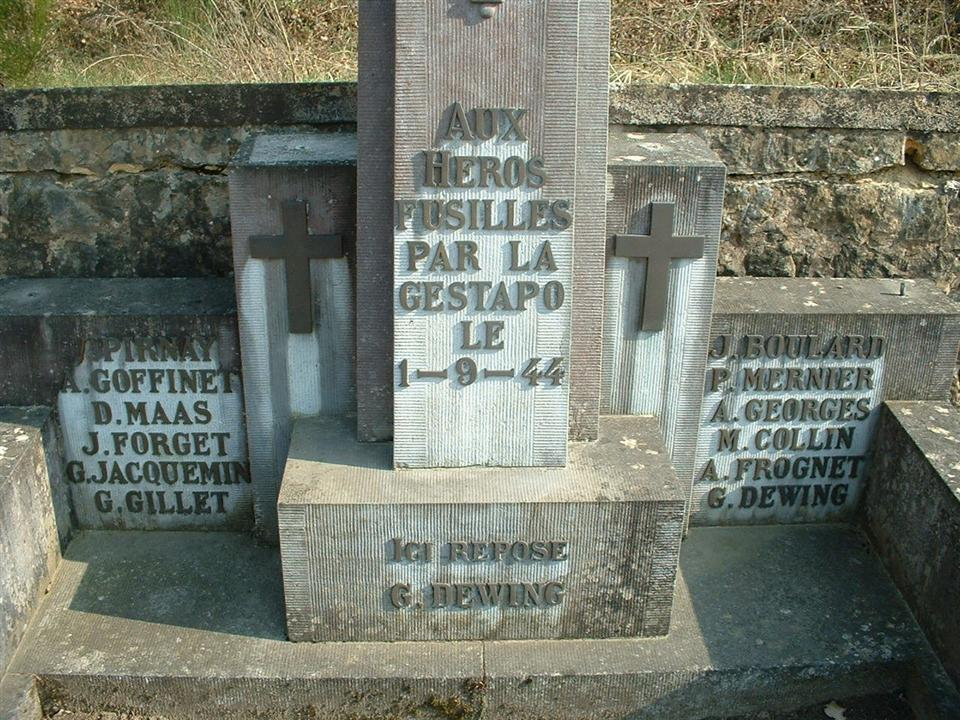
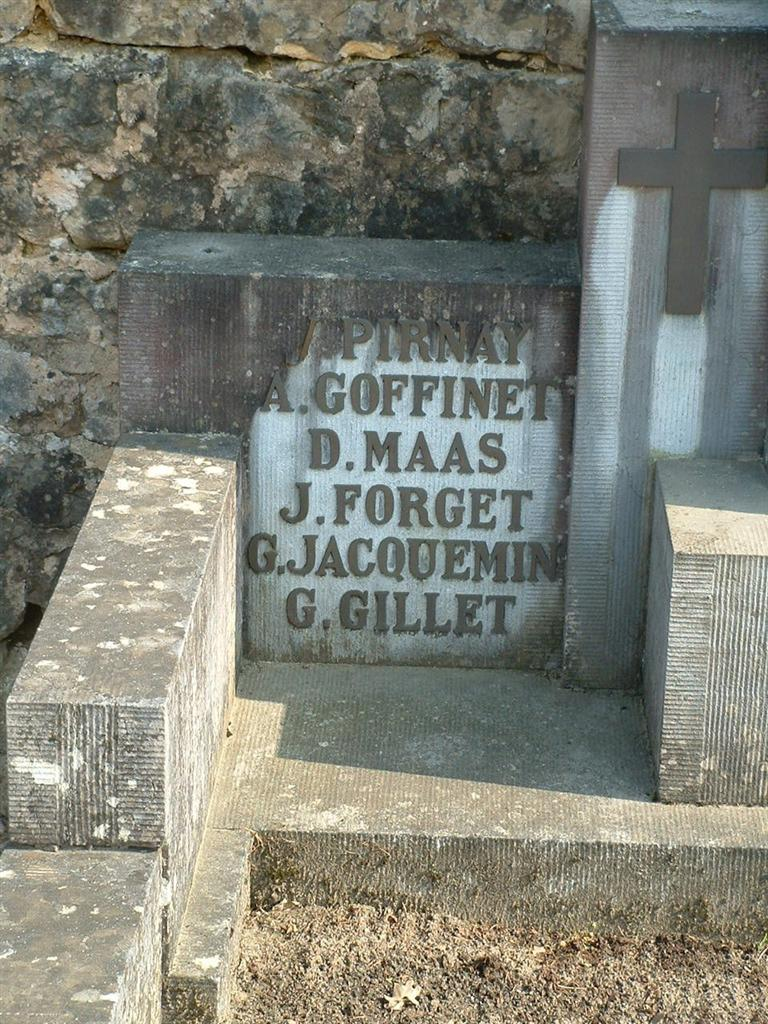
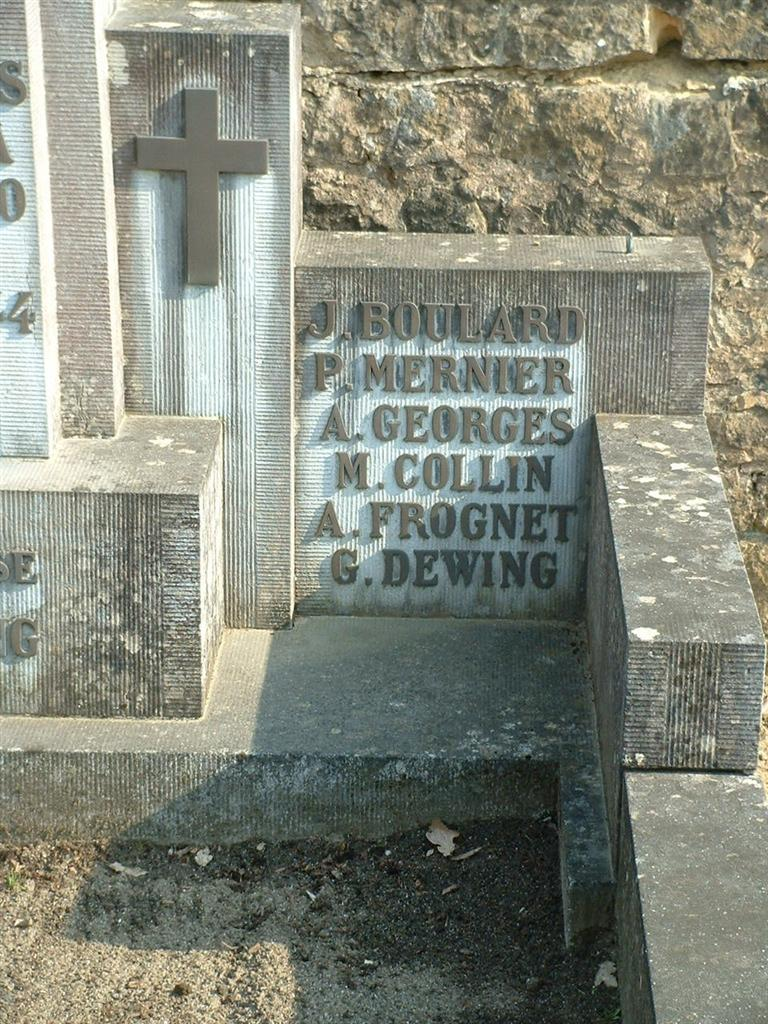

- Grenspaal n° 121

De Belgisch-Luxemburgse grens is vastgesteld op de conferentie in Londen op 19 april 1839. Het Franstalige deel van Luxemburg en de streek van Aarlen (Land van Aarlen) werden deel van België.

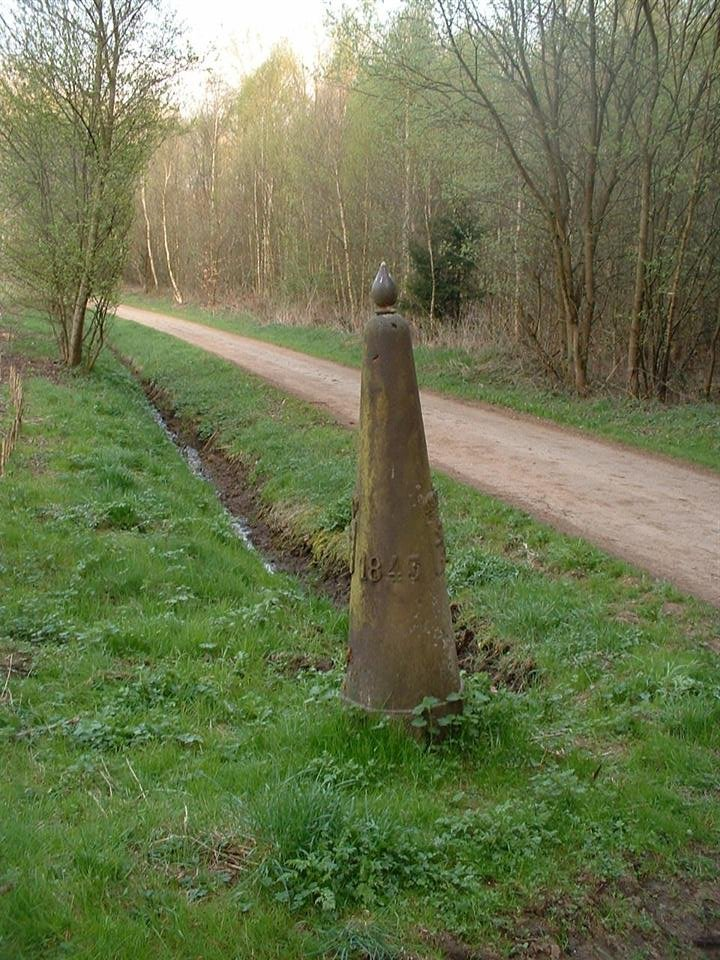
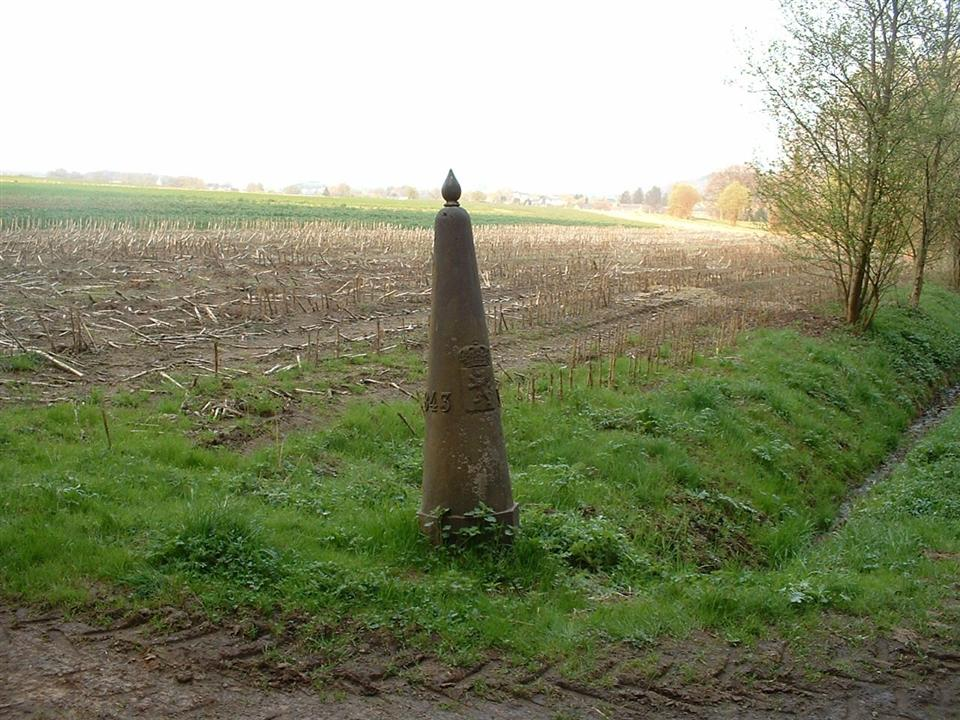
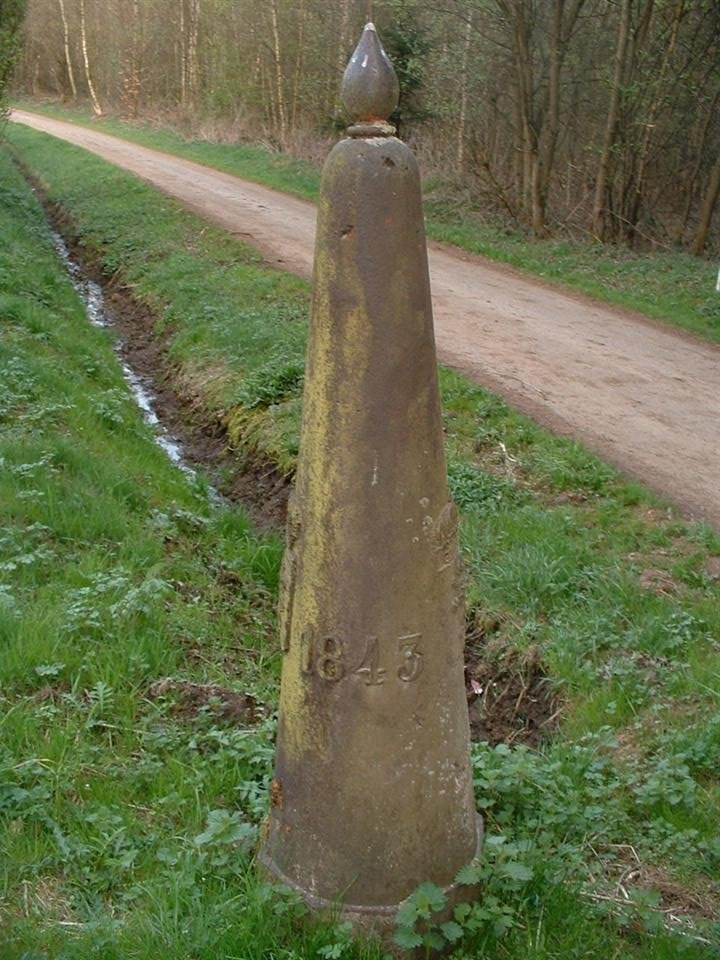
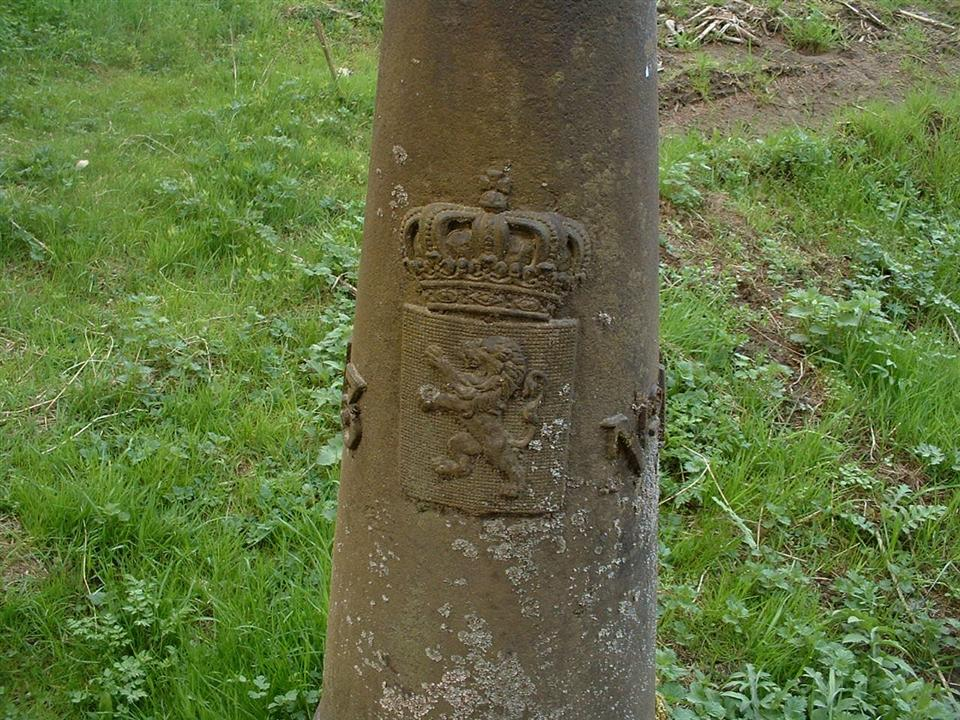
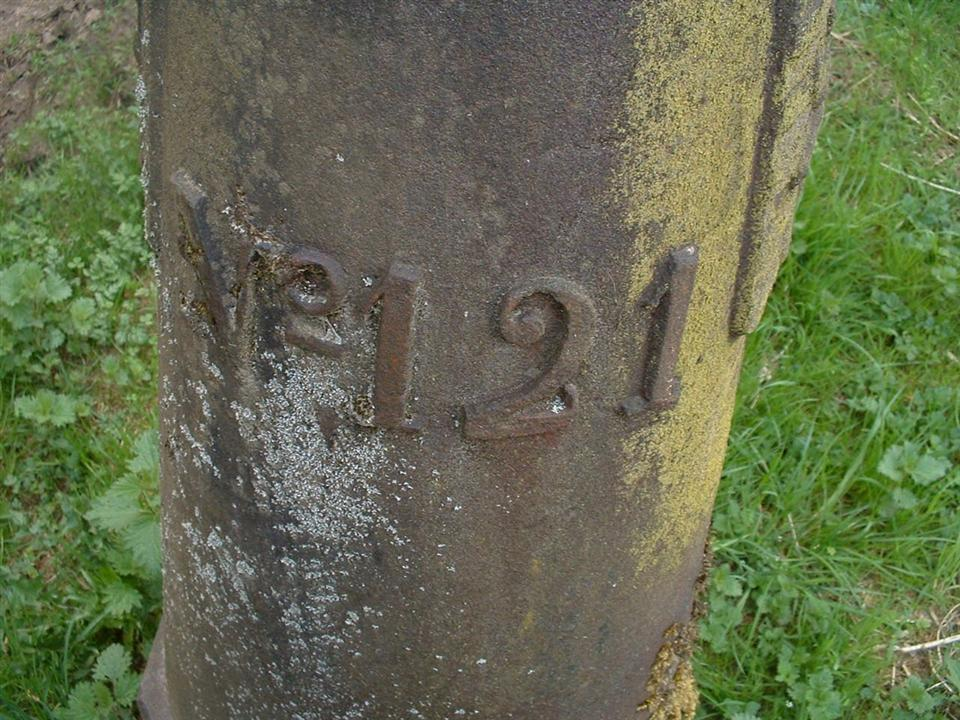
N° 121
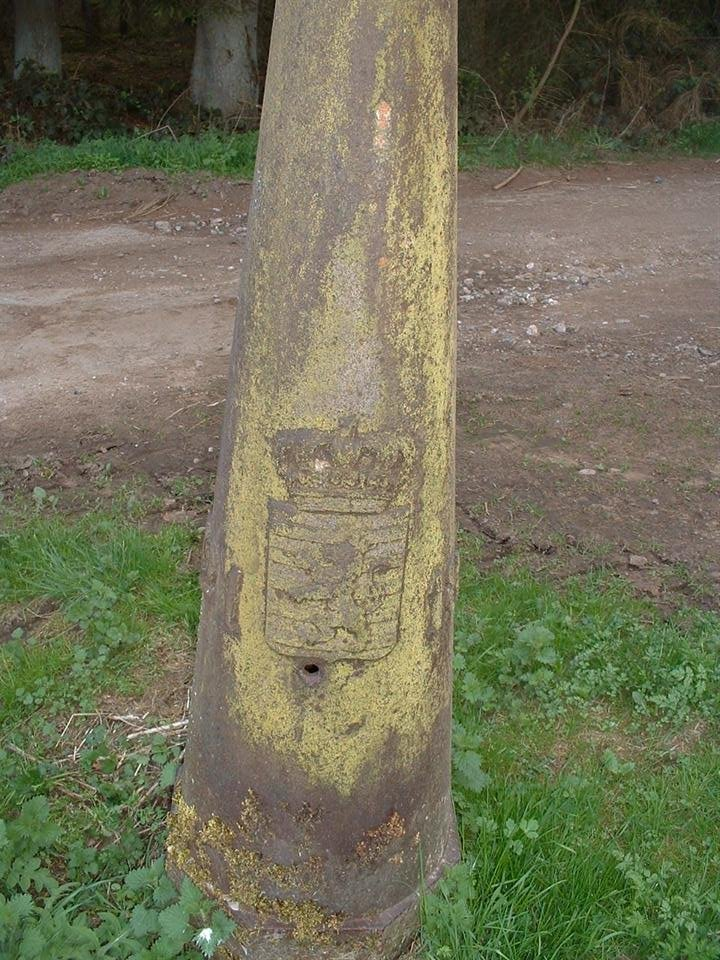
Un trou de cartouche

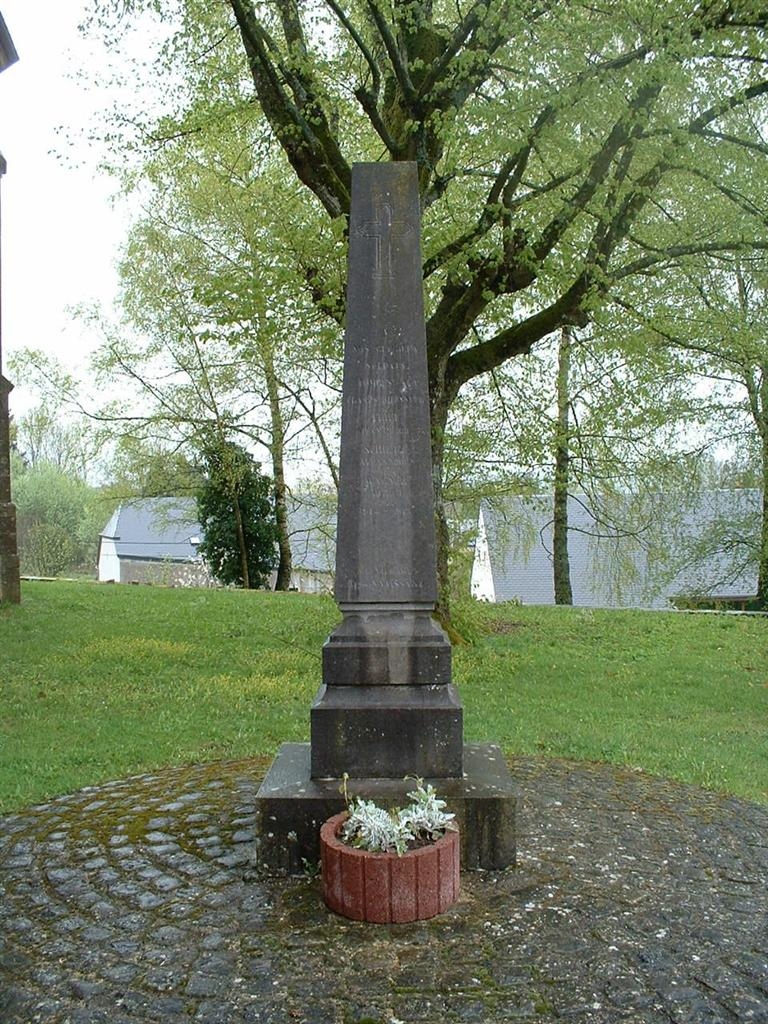
1914-1918
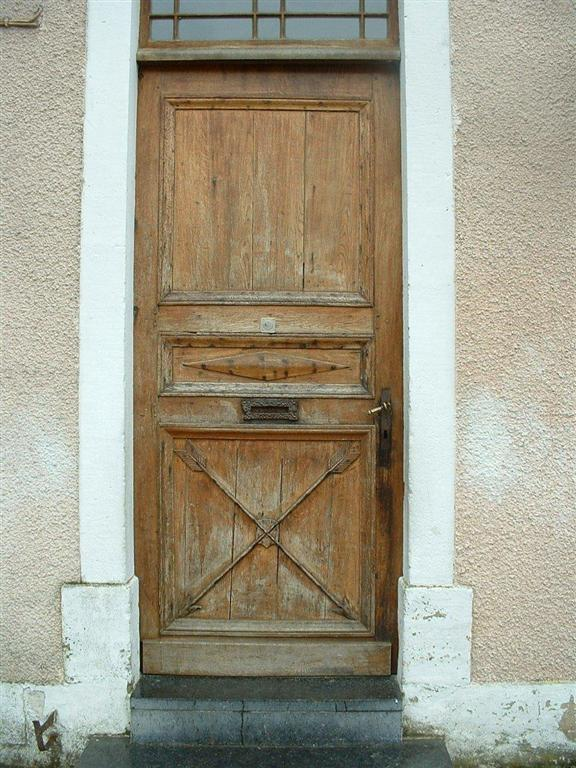
De deur van de zaal de Kerstmis St-Hubert - Kenmerkend voor de beelden op de deur, hier 2 pijlen